# M. Alex O. Vasilescu
1. REDIRECTEAZA M Alex O Vasilescu